# أنتوني لو
أنتوني لو (بالإنجليزية: Anthony Low)‏ هو لاعب كرة قدم بريطاني، ولد في 18 أغسطس 1983.